# Călin Peter Netzer
Călin Peter Netzer (Petroșani, 1º maggio 1975) è un regista e sceneggiatore rumeno.

## Riconoscimenti
- 2003: Premio speciale della giuria del Festival del film Locarno per Maria
- 2013: Orso d'oro al Festival internazionale del cinema di Berlino per Il caso Kerenes (Pozitia Copilului)
- 2017: Orso d'argento per il miglior contributo artistico per Ana, mon amour

## Filmografia parziale
- Maria (2003)
- Medalia de onoare (2009)
- Il caso Kerenes (Pozitia Copilului) (2013)
- Ana, mon amour (2017)